# Thespa Gunma
Maillots
Actualités
Le Thespa Gunma (ザスパクサツ群馬) est un club japonais de football basé à Maebashi dans la préfecture de Gunma. Le club évolue en J.League 2.

## Historique
Début des activités en tant que Liaison Kusatsu en 1995. Rebaptisé Thespa Kusatsu en 2002 et rejoint la J.League en 2005. En 2013, il est devenu le nom actuel de l'équipe, relégué en J.League 3 en 2017 le club retourne en J.League 2 en 2019 en finissant Vice-champion. 
Nommé d'après "Spa", qui signifie sources chaudes en anglais, il représente Kusatsu Onsen, le lieu de naissance de l'équipe. Le motif de l'emblème est la "danse du lion de la bouche avant", qui est un divertissement local de la ville de Kusatsu. Le lion ouvre sa grande gueule et défie l'adversaire, exprimant sa forte volonté de vivre avec Kusatsu Onsen.

## Palmarès
| Compétitions nationales                                 | Compétitions internationales |
| - Championnat du Japon de D3 (0) - Vice-champion : 2019 | - Néant                      |

## Joueurs et personnalités du club

### Entraîneurs
Le tableau suivant présente la liste des entraîneurs du club depuis 2002.
| Rang | Nom            | Période   |
| ---- | -------------- | --------- |
| 1    | Ryosuke Okuno  | 2002-2004 |
| 2    | Satoshi Tezuka | 2005-2006 |
| 3    | Shigeharu Ueki | 2006-2009 |

| Rang | Nom             | Période   |
| ---- | --------------- | --------- |
| 4    | Toru Sano       | 2009-2010 |
| 5    | Hiroshi Soejima | 2010-2013 |
| 6    | Tadahiro Akiba  | 2013-2014 |

| Rang | Nom               | Période   |
| ---- | ----------------- | --------- |
| 7    | Hiroki Hattori    | 2015-2016 |
| 8    | Hitoshi Morishita | 2017-2018 |
| 9    | Keiichiro Nuno    | 2018-2020 |

| Rang | Nom             | Période     |
| ---- | --------------- | ----------- |
| 10   | Ryosuke Okuno   | 2020-2021   |
| 11   | Kiyokazu Kudo   | 2021-2022   |
| 12   | Tsuyoshi Otsuki | depuis 2022 |

### Joueurs emblématiques
- Nobuyuki Kojima
- Ken Tokura
- Choi Sung-yong
- Kim Seng-yong
- Hugo
- Rafinha
- Rodrigo Vergilio
- Santos

## Bilan saison par saison
Ce tableau présente les résultats par saison de Thespakusatsu Gunma dans les diverses compétitions nationales et internationales depuis la saison 2005.
| Saison | Championnat | Championnat | Championnat | Championnat | Championnat | Championnat | Championnat | Championnat | Championnat | Championnat | Coupe du Japon      | Coupe de la Ligue |
| Saison | Division    | Pos         | Pts         | J           | V           | N           | D           | BP          | BC          | Diff.       | Coupe du Japon      | Coupe de la Ligue |
| ------ | ----------- | ----------- | ----------- | ----------- | ----------- | ----------- | ----------- | ----------- | ----------- | ----------- | ------------------- | ----------------- |
| 2005   | J2 League   | 12e         | 23          | 44          | 5           | 8           | 31          | 26          | 82          | -56         | 4e tour             | -                 |
| 2006   | J2 League   | 12e         | 42          | 48          | 9           | 15          | 24          | 54          | 86          | -32         | 4e tour             | -                 |
| 2007   | J2 League   | 11e         | 42          | 48          | 7           | 21          | 20          | 42          | 71          | -29         | 4e tour             | -                 |
| 2008   | J2 League   | 9e          | 53          | 42          | 13          | 14          | 15          | 45          | 52          | -7          | 4e tour             | -                 |
| 2009   | J2 League   | 10e         | 65          | 51          | 18          | 11          | 22          | 64          | 76          | -12         | 3e tour             | -                 |
| 2010   | J2 League   | 12e         | 48          | 36          | 14          | 6           | 16          | 36          | 48          | -12         | 2e tour             | -                 |
| 2011   | J2 League   | 9e          | 57          | 48          | 16          | 9           | 13          | 51          | 51          | 0           | 2e tour             | -                 |
| 2012   | J2 League   | 17e         | 47          | 42          | 12          | 11          | 19          | 31          | 45          | -14         | 2e tour             | -                 |
| 2013   | J2 League   | 20e         | 40          | 42          | 9           | 13          | 20          | 43          | 61          | -18         | 2e tour             | -                 |
| 2014   | J2 League   | 18e         | 49          | 42          | 14          | 7           | 21          | 45          | 54          | -9          | Huitièmes de finale | -                 |
| 2015   | J2 League   | 18e         | 48          | 42          | 13          | 9           | 20          | 34          | 56          | -22         | 1er tour            | -                 |
| 2016   | J2 League   | 17e         | 45          | 42          | 11          | 12          | 19          | 52          | 66          | -14         | 2e tour             | -                 |
| 2017   | J2 League   | 22e         | 20          | 42          | 5           | 5           | 32          | 32          | 88          | -56         | 3e tour             | -                 |
| 2018   | J3 League   | 5e          | 52          | 32          | 15          | 7           | 10          | 37          | 35          | +2          | 2e tour             | -                 |
| 2019   | J3 League   | 2e          | 63          | 34          | 18          | 9           | 7           | 59          | 34          | +25         | 2e tour             | -                 |
| 2020   | J2 League   | 20e         | 49          | 42          | 15          | 4           | 23          | 40          | 62          | -22         | -                   | -                 |
| 2021   | J2 League   | 18e         | 41          | 42          | 9           | 14          | 19          | 35          | 56          | -21         | 4e tour             | -                 |
| 2022   | J2 League   | 20e         | 42          | 42          | 11          | 9           | 22          | 36          | 57          | -21         | 4e tour             | -                 |
| 2023   | J2 League   | 11e         | 57          | 42          | 14          | 15          | 13          | 44          | 44          | 0           | 2e tour             | -                 |
| 2024   | J2 League   | 20e         | 18          | 38          | 3           | 9           | 26          | 24          | 62          | -38         | 2e tour             | 1er tour          |
| Saison | Division    | Pos         | Pts         | J           | V           | N           | D           | BP          | BC          | Diff.       | Coupe du Japon      | Coupe de la Ligue |
| Saison | Championnat |             |             |             |             |             |             |             |             |             | Coupe du Japon      | Coupe de la Ligue |

## Aspects économiques et financiers

### Équipementiers
- 2004-2005 :  Uniqlo[Note 1]
- 2006-2008 :  Phiten
- 2009-2012 :  College League
- 2013-2016 :  Finta

### Sponsors principaux
- 2004-2009 :  Beisia
- 2010 :  Cainz
- 2011 :  Beisia
- 2012 :  Cainz
- 2013 :  Beisia
- 2014 :  Cainz
- 2015 :  Beisia
- 2016 :  Cainz

### Logos

2003-2023.